# Río Siquia
Río Siquia är en 115 kilometer lång flod i Nicaragua. Den har sin källa i kommunen La Libertad, Chontales, i den södra delen av det Nicaraguanska höglandet. Floden rinner från väster till öster och mynnar ut i Río Escondido som i sin tur rinner ut i Karibiska havet. Egentligen är det samma flod som byter namn från Río Siquia till Río Escondido efter det att den sammanflödar med Río Mico. Flodens avrinningsområde är 4 419 km2.